# Богдан Милојевић
Богдан Милојевић (Крагујевац, 20. август 1991) српски је глумац. 

## Биографија
Рођен је у Крагујевцу, где завршава основну и средњу школу. Дипломирао глуму на Факултету уметности у Приштини, у класи професора Милана Плећаша, улогом Васе Видића у комаду „Љубавно писмо“ Косте Трифковића. Годину дана касније положио мастер испит монодрамом „Лед“ Радоша Бајића. Стални је члан глумачког ансамбла Књажевско-српског театра у Крагујевцу.

## Улоге
У Књажевско-српском театру остварио је следеће улоге:
- Наредник Мунижаба – „Башта сљезове боје“– (Бранко Ћопић), режија Марко Мисирача,
- Индијски дечак – „Сан летње ноћи“– (Вилијам Шекспир), режија Пјер Валтер Полиц,
- Клинац, Бледуњави, Турчин – „Двеста“– (Петар Михајловић), режија Јовица Павић,
- Филип – „Ко нема у вугла, гугла“– (Петра Цицварић), режија Слађана Килибарда,
- Нејд – „Отац“– (Аугуст Стриндберг), режија Марко Мисирача,
- Квирли – „Негри“–  (Јоаким Вујић), режија Анђелка Николић,
- Репортер –„Бриши од своје жене“– (Реј Куни), режија Ферид Карајица,
- Спикер, Партизан – „Генерали или сродство по оружју“–  (Борислав Пекић), режија Марко Мисирача,
- Полицајац – „Ревизор“–  (Н. В. Гогољ), режија Јана Маричић,
- Фон Петретич, Брицо, Терзић – „На рубу памети“– (Мирослав Крлежа), режија Марко Мисирача,
- Влаховић – „Успомене на Црвену заставу“– (Милован Мрачевић), режија Александар Лукач,
- Пиргон – „Уображени болесник“ – (Ж . Б . П . Молијер), режија Ђорђе Нешовић,
- Андреј, Геле – „Буре барута“ – (Дејан Дуковски), режија Горчин Стојановић,
- Павли – „Зорба“ – (Јозеф Штајн, Фред Еб, Џон Кандер), режија Витолд Мазуркијевич ,
- Краљ Драгутин – ,,Јелена Анжујска“ – (Јелена Кајго), режија Татјана Мандић Ригонат

У Крушевачком позоришту, остварио улогу Сибина у комаду „Ваљевска болница“ по тексту Добрице Ћосића, у режији Славенка Салетовића. У независним продукцијама играо у комадима „Звала се Лорелај“ (Вил) и „Повратак Зигија“ (Мајор Том). У продукцији Опера Нова играо у семи-опери „Краљ Артур“ (Краљ Артур) уз музику Хенрија Персела и либрето Џона Драјдена, у режији Петра Лукића Учествовао на Великом школском часу у Шумарицама, у комаду „Нисам крив што сам жив“, Ђорђа Милосављевића. У крагујевачком аматерском позоришту младих режирао представу „Српска драма“ по тексту Синише Ковачевића.
Играо у ТВ серијама „Село гори, а баба се чешља“, „Равна гора“, те у играним филмовима, „Неспоразум“ и „Терет“. 

## Филмографија
| Филмографија глумца Богдана Милојевића | Филмографија глумца Богдана Милојевића | Филмографија глумца Богдана Милојевића | Филмографија глумца Богдана Милојевића |
| Год.                                   | Назив                                  | Улога                                  |                                        |
| -------------------------------------- | -------------------------------------- | -------------------------------------- | -------------------------------------- |
| 2000.-те                               |                                        |                                        |                                        |
| 2009.                                  | Село гори, а баба се чешља             | Регрут                                 |                                        |
| 2013.                                  | Равна Гора                             | Милун                                  |                                        |
| 2020.                                  | Неспоразум (филм из 2020)              |                                        |                                        |
| 2010.-те                               |                                        |                                        |                                        |
| 2017.                                  | Терет (филм)                           | Пандур                                 |                                        |